# Mahapadma Nanda
Mahapadma Nanda (ur. 450 p.n.e., zm. 362 p.n.e.) – władca królestwa Magadha od 403 p.n.e., założyciel dynastii Nanda. Prowadził politykę podbojów nowych terytoriów. Przyłączył do swego królestwa m.in.: Kalingę (obecnie Orisa) oraz północne wybrzeże Andhry.
Mahapadma wywodził się prawdopodobnie z kasty śudrów, co budziło kontrowersje wśród współczesnych mu elit. Był określany mianem "niszczyciela Kszatrijów", co odnosiło się do jego podbojów i eliminacji dawnych arystokratycznych rodów.